# Charles Mills, I barón de Hillingdon
Charles Henry Mills (Londres, 26 de abril de 1830 – Wilton, 3 de abril de 1898), II baronet y I barón de Hillingdon, fue un banquero británico y un político del Partido Conservador.

## Biografía
Charles Mills nació el 26 de abril de 1830 en Londres y fue el único hijo del matrimonio formado por Charles Mills, I baronet, y Emily Cox. En 1853 se casó con Louisa Isabella Lascelles, hija del Henry Lascelles, III conde de Harewood, con quien tuvo tres hijos: Charles William, Algernon Henry y Mabel Blanche.
Fue socio del banco Glyn, Mills & Co. y representó a la circunscripción de Northallerton en la Cámara de los Comunes durante unos meses entre 1865 y 1866. Su elección fue declarada inválida y fue sustituido por Egremont William Lascelles. En 1868 fue elegido Miembro del Parlamento por West Kent y ostentó dicho cargo hasta la abolición de la circunscripción en 1885. Sucedió a su padre como baronet en 1872 y en 1886 elevó su título a barón de Hillingdon.
Murió el 3 de abril de 1898 en Wilton (Wiltshire), a los 67 años, y fue sucedido en la baronía por Charles, su hijo mayor.